# 美国州立大学列表
在美国，州立大学或州立学院是由各州政府资助而成立的高等教育机构，俗称公立大学。在一些情况下，这些公立大学是州立大学系统的成员。有一些美国的海外领地，例如关岛和波多黎各，也拥有州立大学系统。美国联邦政府在一般情况下是不开设公立大学的，只有军校例外，例如軍事學院、海军学院和空军学院等。虽然联邦政府不直接开设公立大学，但会把联邦补助金拨给各州的州立大学系统。所有的州立大学和州立学院，也包括大多数私立大学，都是由美国教育部或其下属的地域分支机构所认定的。大多数州立大学系统的成员学校的资金都至少有一部分是来自联邦补助金和州政府的补助金，其余部分来自学费、项目资金、校友和社会资助。
有一些州，例如马里兰州、田纳西州、印第安纳州和华盛顿州，他们的州立大学系统里会有一所旗舰学校，即主校区。这些旗舰学校一般都是具有高水平的科研和教育实力的名校，也是州立大学系统里规模较大的学校，例如马里兰大学帕克分校是马里兰大学系统的旗舰、印第安纳大学布卢明顿分校是印第安纳大学系统的旗舰，华盛顿大学西雅图分校是华盛顿州的旗舰等等。然而在其它的一些州里，例如俄勒冈州、罗德岛州和佐治亚州，所有的州立大学系统的成员学校都被同等对待，并无旗舰学校的说法。
在有些州份里，州立大学系统下面还会分出子系统，如加利福尼亚州的州立大学系统下分加州大学系统和加州州立大学系统（该州第三大高等教育系统加州社区学院系统并不属于州立大学系统）、而德克萨斯州下面则有多达六个子系统，为各州之最。最特殊的为宾夕法尼亚州。该州除了州立大学系统以外，还有四个州关联（State Related）系统，及宾夕法尼亚州立大学系统、匹兹堡大学、天普大学和林肯大学。

## 阿拉巴马州
- 阿拉巴马大学系统
  - 阿拉巴马大学（图斯卡鲁撒主校区）
  - 阿拉巴马大学伯明翰分校（UAB）
  - 阿拉巴马大学杭茨维尔分校（UAH）
- 阿拉巴马农业与机械大学（Alabama A&M）
- 阿拉巴马州立大学
- 雅典州立大学
- 奥本大学
  - 奥本大学（奥本主校区）
  - 奥本大学蒙哥马利分校
- 杰克逊维尔州立大学
- 蒙蒂瓦罗大学
- 北阿拉巴马大学（UNA）
- 南阿拉巴马大学（USA）
- 特洛伊大学
  - 特洛伊大学（Troy）（特洛伊主校区）
  - 特洛伊大学多坍分校
  - 特洛伊大学蒙哥马利分校
- 塔斯基吉大学
- 西阿拉巴马大学（UWA）

## 阿拉斯加州
- 阿拉斯加大学系统
  - 阿拉斯加大学费尔班克斯分校（UAF）（费尔班克斯主校区）
  - 阿拉斯加大学安克雷奇分校（UAA）
  - 阿拉斯加大学东南分校（UAS）（位于首府朱诺）

## 亚利桑那州
- 亚利桑那大学（UAz）
  - 亚利桑那大学（图森主校区）
  - 亚利桑那大学南部分校
- 亚利桑那州立大学（ASU）
  - 亚利桑那州立大学邓普分校
  - 亚利桑那州立大学菲尼克斯分校
  - 亚利桑那州立大学理工学院（位于梅萨）
  - 亚利桑那州立大学西部分校
  - 亚利桑那州立大学学院（哈瓦苏湖分校）
- 北亚利桑那大学（NAU）

## 阿肯色州
- 阿肯色大学系统
  - 阿肯色大学（费耶特维尔主校区）
  - 阿肯色大学史密斯堡分校
  - 阿肯色大学小石城分校
  - 阿肯色医药大学
  - 阿肯色大学蒙蒂塞洛分校
  - 阿肯色大学派布拉夫分校
- 阿肯色州立大学
- 阿肯色科技大学
- 中阿肯色大学（UCA）
- 亨德森州立大学
- 南阿肯色大学（SAU）

## 加利福尼亚州
- 加利福尼亚州立大学
  - 加州州立大学巴克斯菲尔德分校（CSUB）
  - 加州州立大学海峡群岛分校
  - 加州州立大学奇科分校（Chico State）
  - 加州州立大学多明戈山分校
  - 加州州立大学东湾分校
  - 加州州立大学弗雷斯诺分校（Fresno State）
  - 加州州立大学福勒顿分校（Fullerton、CSUF、CSF）
  - 洪堡州立大学
  - 加州州立大学长滩分校（Long Beach State、Cal State Long Beach）
  - 加州州立大学洛杉矶分校
  - 加州海事学院
  - 加州州立大学蒙特利湾分校
  - 加州州立大学北岭分校（CSUN（读作 C Sun））
  - 波莫纳加州州立理工学院（Cal Poly Pomona）
  - 加州州立大学萨克拉门托分校（CSU Sacramento、Sacramento State）
  - 加州州立大学圣伯纳蒂诺分校（CSUSB）
  - 圣迭戈州立大学 （SDSU）
  - 旧金山州立大学（SFSU）
  - 圣何塞州立大学 （SJSU）
  - 加州理工州立大学（Cal Poly San Luis Obispo、Cal Poly SLO）
  - 加州州立大学圣马可分校
  - 索诺马州立大学
  - 加州州立大学斯坦尼斯洛斯分校
- 加利福尼亚大学
  - 加利福尼亚大学伯克利分校（CaliforniaorUC Berkeley、Cal、Berkeley）
  - 加州大学戴维斯分校（UC Davis、Davis）
  - 加州大学哈斯汀法学院（法学院单独招生）
  - 加州大学欧文分校（UC Irvine、Irvineor、UCI）
  - 加州大学洛杉矶分校（UCLA）
  - 加州大学莫赛德分校（UC Merced）
  - 加州大学河滨分校（UC Riverside、UCR）
  - 加州大学圣迭戈分校（UC San Diego、UCSD）
  - 加州大学旧金山分校 （UCSF，医学院）
  - 加州大学圣塔芭芭拉分校（UC Santa Barbara、UCSB）
  - 加州大学圣克鲁兹分校（UC Santa Cruz、UCSC）

## 科罗拉多州
- 亚当斯州立学院
- 科罗拉多大学系统
  - 科罗拉多大学波尔德分校（Colorado、CU）（波尔德主校区）
  - 科罗拉多大学科罗拉多泉分校（CU-Colorado Springs）
  - 科罗拉大多大学丹佛分校（CU-Denver）
- 科罗拉多学院
- 科罗拉多梅萨大学
- 科罗拉多矿业大学
- 科罗拉多州立大学
  - 科罗拉多州立大学（Colorado State）（柯林斯堡主校区）
  - 科罗拉多大学普韦布洛分校（CSU-Pueblo）
- 刘易斯堡学院
- 丹佛大都会州立大学
- 北科罗拉多大学
- 科罗拉多西部州立学院

## 康涅狄格州
- 康涅狄格州立大学
  - 中康涅狄格州立大学（CCSU）
  - 东康涅狄格州立大学（ECSU）
  - 南康涅狄格州立大学（SCSU）
  - 西康涅狄格州立大学（WCSU）
- 康涅狄格大学
  - 康涅狄格大学（UConn）（曼斯菲尔德主校区）
  - 康涅狄格大学斯坦福分校
  - 康涅狄格大学艾弗里角分校
  - 康涅狄格大学托林顿分校
  - 康涅狄格大学医学院

## 特拉华州
- 特拉华大学（UD）
- 特拉华州立大学（DSU）

## 华盛顿哥伦比亚特区
- 哥伦比亚特区大学（UDC）

## 佛罗里达州
- 佛罗里达州立大学
- 佛罗里达农业与机械大学（Florida A&M）
- 佛罗里达大西洋大学（FAU）
- 佛罗里达湾海岸大学（FGCU）
- 佛罗里达国际大学（FIU）
  - 佛罗里达国际大学-洲际大学
  - 佛罗里达国际大学-胡尔特大学
  - 佛罗里达国际大学-克朗恩大学
  - 佛罗里达国家大学-里士满大学
- 佛罗里达州立大学（FSU）
- 佛罗里达新学院
- 中佛罗里达大学（UCF）
- 佛罗里达大学（UF）（盖恩斯威尔-主校区）
- 北佛罗里达大学（UNF）
- 南佛罗里达大学（USF）
- 西佛罗里达大学（UWF）

## 佐治亚州
- 佐治亚大学系统
  - 奥尔巴尼州立大学
  - 阿姆斯特朗大西洋州立大学
  - 克莱顿州立大学
  - 哥伦布州立大学
  - 达尔顿州立学院
  - 瓦力堡州立大学
  - 佐治亚大学雅典分校（UGA）
  - 佐治亚学院州立大学
  - 佐治亚莱根特大学
  - 佐治亚理工学院（Georgia Tech）
  - 佐治亚南方大学
  - 佐治亚西南州立大学
  - 佐治亚州立大学
  - 肯尼索州立大学
  - 麦糠州立大学
  - 中佐治亚学院
  - 北佐治亚学院州立大学（NGCSU）
  - 萨凡纳州立大学
  - 南方州立工艺学校
  - 瓦尔度斯塔州立大学（VSU）
  - 西佐治亚大学（UWG）

## 关岛
- 关岛大学

## 夏威夷州
- 夏威夷大学系统
  - 夏威夷大学马诺阿分校（HawaiiorUH）（马诺阿主校区）
  - 夏威夷大学希洛分校
  - 夏威夷大学西奥胡岛分校

## 爱达荷州
- 波伊斯州立大学（Boise State、BSU）
- 爱达荷大学（U of I、UI）
- 爱达荷州立大学（Idaho State）
- 刘易斯克拉克州立学院

## 伊利诺伊州
- 芝加哥州立大学（Chicago State）
- 东伊利诺伊大学（EIU）
- 嘉文诺州立大学
- 伊利诺伊州立大学（Illinois State）
- 伊利诺伊大学系统
  - 伊利诺伊大学香槟分校（IllinoisorUIUC）（厄巴纳香槟主校区）
  - 伊利诺伊大学芝加哥分校（UIC）
  - 伊利诺伊大学春田分校（UI-Springfield）
- 东北伊利诺伊大学
- 北伊利诺伊大学（NIU）
- 南伊利诺伊大学
  - 南伊利诺伊大学卡彭代尔分校（SIU）（卡彭代尔主校区）
  - 南伊利诺伊大学爱德华兹维尔分校（SIUE（读作 SIU E））
- 西伊利诺伊大学（WIU）
  - 西伊利诺伊大学马康布分校
  - 西伊利诺伊大学夸德城分校

## 印第安纳州
- 波尔州立大学
- 印第安那大学系统
  - 印第安那大学布卢明顿分校（Indiana、IU）
  - 印第安那大学东方分校
  - 印第安那大学科科摩分校（IUK）
  - 印第安那大学西北分校
  - 印第安那大学南本分校（IUSB）
  - 印第安那大学东南分校
- 印第安那大学-普渡大学（IUPU） 
  - 印第安那大学-普渡大学印第安纳波利斯分校（IUPUI）（印第安那大学行政管理；普渡大学学术指导）
  - 印第安那大学-普渡大学哥伦布分校（IUPUC）（印第安那大学行政管理；普渡大学学术指导）
  - 印第安那大学-普渡大学韦恩堡分校（IPFW）（普渡大学行政管理；印第安那大学学术指导）
- 印第安纳州立大学
- 普渡大学
  - 普渡大学（西拉法叶主校区）
  - 普渡大学贾鲁梅特分校
  - 普渡大学北中分校
- 南印第安那大学（USI）
- 文森尼斯大学（VU）

## 爱荷华州
- 爱荷华大学（Iowa）
- 爱荷华州立大学（Iowa State）
- 北爱荷华大学（UNI）

## 堪萨斯州
- 恩波利亚州立大学
- 海斯堡州立大学
- 堪萨斯大学（Kansas、KU）
- 堪萨斯州立大学（K-State、KSU）
- 匹兹堡州立大学
- 维奇塔州立大学
- 沃西本大学（位于托配卡，是公私合营的大学）

## 肯塔基州
- 东肯塔基大学（EKU）
- 肯塔基大学（Kentucky、UK）
- 肯塔基州立大学
- 路易斯维尔大学（Louisville、U of Lor、UL）
- 摩尔海德州立大学
- 穆雷州立大学
- 北肯塔基大学（NKU）
- 西肯塔基大学（WKU）

## 路易斯安那州
- 路易斯安那州立大学系统
  - 路易斯安那州立大学暨农业机械学院（LSU）（巴吞鲁日主校区）
  - 路易斯安那州立大学亚历山大利亚分校（LSU-Alexandria）
  - 路易斯安那州立大学尤尼斯分校（LSU-Eunice）
  - 路易斯安那州立大学什雷夫波特分校（LSU-Shreveport）
  - 路易斯安那州立大学健康中心什雷夫波特分校（医学院）
  - 路易斯安那州立大学健康中心新奥尔良分校（医学院）
  - 保罗·赫伯特法学院（法学院or位于巴吞鲁日）
- 路易斯安那大学系统
  - 路易斯安那大学拉法叶特分校 （UL Lafayette）（拉法叶特主校区）
  - 格兰布林州立大学
  - 路易斯安那大学门罗分校（ULM）
  - 新奥尔良大学（UNO）
  - 路易斯安那科技大学（La Tech）
  - 麦克尼斯州立大学
  - 尼克尔斯州立大学
  - 西北州立大学
  - 东南路易斯安那大学（SELU）
- 南路易斯安那大学
  - 南路易斯安那大学巴吞鲁日分校（巴吞鲁日主校区）
  - 南路易斯安那大学新奥尔良分校
  - 南路易斯安那大学什雷夫波特分校

## 缅因州
- 缅因海事学院
- 缅因大学
  - 缅因大学（Maine）（奥罗诺主校区）
  - 缅因大学奥古斯塔分校（UMaine Augusta、UM-Augustaor、UMA）
  - 缅因大学法尔明顿分校（UMaine Farmington、UM-Farmingtonor、UMF）
  - 缅因大学肯特堡分校（UMaine Fort Kent、UM-Fort Kentor、UMFK）
  - 缅因大学麦齐阿斯分校（UMaine Machias、UM-Machiasor、UMM（读作 UM M））
  - 缅因大学普雷斯克岛分校（UMaine Presque Isle、UM-Presque Isleor、UMPI（读作 UM PI））
  - 南缅因大学（Southern Maine）
    - 南缅因大学主校区
    - 缅因大学法学院

## 马里兰州
- 莫干州立大学
- 马里兰圣玛丽学院
- 马里兰大学系统
  - 马里兰大学帕克分校（Maryland、UMCPor、UMD）（科里奇帕克主校区）
  - 包伊州立大学
  - 科坪州立大学
  - 弗罗斯特堡州立大学
  - 萨利斯堡州立大学
  - 陶森大学（Towson）
  - 巴尔迪莫大学（UB）
  - 马里兰大学巴尔迪莫城分校（UM Baltimore、UMB）
  - 马里兰大学巴尔迪莫郡分校（UMBC）
  - 马里兰大学东海岸分校（UMES）
  - 马里兰大学学院（UMUC）
  - 马里兰大学环境科学院
  - 马里兰生物科技学院
- 弗吉尼亚及马里兰地区兽医学院（VMRCVM）

## 马萨诸塞州
- 马萨诸塞大学系统
  - 麻省大学阿默斯特分校（UMass Amherst）（阿默斯特主校区）
  - 麻省大学波士顿分校（UMass Boston）
  - 麻省大学达特茅斯分校（UMass Dartmouth）
  - 麻省大学洛威尔分校（UMass Lowell）
  - 麻省大学医药学院
- 马萨诸塞州立大学
  - 布里奇沃特州立大学
  - 费奇堡州立大学
  - 弗拉明翰州立大学
  - 萨勒姆州立大学
  - 韦斯特菲尔德州立大学
  - 伍斯特州立大学
  - 马萨诸塞艺术及设计学院
  - 马萨诸塞文科学院
  - 马萨诸塞海事学院

## 密歇根州
- 中密歇根大学（CMU）
- 东密歇根大学（EMU）
- 弗里斯州立大学（Ferris State）
- 明谷州立大学（Grand Valley State、GVSU）
- 苏必利尔湖州立大学
- 密歇根大学
  - 密歇根大学（Michigan）（安阿伯或称安娜堡主校区）
  - 密歇根大学迪尔伯恩分校
  - 密歇根大学弗林特分校
- 密歇根州立大学（Michigan StateorMSU）(位于兰辛）
- 密歇根技术大学（Michigan Tech）
- 北密歇根大学（NMU）
- 奥克兰大学
- 西格瑙河谷大学
- 韦恩州立大学
- 西密歇根大学（WMU）

## 明尼苏达州
- 明尼苏达州立大学学院
  - 伯米吉州立大学
  - 明尼苏达州立大学曼凯托分校
  - 明尼苏达州立大学穆尔海德分校
  - 大都会州立大学
  - 西南明尼苏达州立大学
  - 圣克劳德州立大学
  - 薇诺娜州立大学
- 明尼苏达大学系统
  - 明尼苏达大学双城分校（Minnesota）（圣保罗和明尼阿波利斯主校区）
  - 明尼苏达大学克鲁士顿分校
  - 明尼苏达大学杜鲁斯分校
  - 明尼苏达大学莫里斯分校
  - 明尼苏达大学罗切斯特分校
  - 瓦尔登大学

## 密西西比州
- 阿尔克尔州立大学
- 三角洲州立大学（Delta State）
- 杰克逊州立大学（Jackson State）
- 密西西比州立大学（Mississippi State）
- 密西西比妇女大学（MUW）
- 密西西比河谷州立大学
- 密西西比大学（Ole Miss）
- 南密西西比大学（Southern Miss、USM）

## 密苏里州
- 中央密苏里大学（UCM）
- 哈里斯·斯托州立大学
- 密苏里州林肯大学
- 密苏里大学
  - 密苏里大学（Missouri、Mizzou）（哥伦比亚主校区）
  - 密苏里大学堪萨斯分校（UMKC）
  - 密苏里科技大学
  - 密苏里大学圣路易斯分校
- 密苏里南方州立大学
- 密苏里州立大学
- 密苏里西方州立大学
- 被密苏里州立大学
- 南密苏里州立大学
- 杜鲁门州立大学

## 蒙大拿州
- 蒙大拿州立大学
  - 蒙大拿州立大学（Montana State）（波兹曼主校区）
  - 蒙大拿州立大学加拉丁学院（Bozeman）
  - 蒙大拿州立大学比尔林斯分校（Billings）
  - 蒙大拿州立大学比尔林斯城市大学（City Billings）
  - 蒙大拿州立大学北方分校（勒阿弗尔分校）（Havre）
  - 蒙大拿州立大学大瀑布学院（Great Falls）
- 蒙大拿大学
  - 蒙大拿大学（Montana）（米苏拉主校区）
  - 蒙大拿大学米苏拉学院（Missoula）
  - 蒙大拿大学西部分校（迪尔隆分校）（Dillon）
  - 蒙大拿大学技术学校
    - 蒙大拿大学技术学校巴特分校（Butte）
    - 蒙大拿大学技术学校高地分校（Butte Highland）

  - 蒙大拿大学海伦娜学院（Helena）
  - 蒙大拿大学比特鲁特学院（汉密尔顿分校）（Hamilton）

## 内布拉斯加州
- 内布拉斯加州立学院
  - 乍得隆州立学院
  - 秘鲁州立学院
  - 韦恩州立学院
- 内布拉斯加大学系统
  - 内布拉斯加大学林肯分校（NebraskaorUNL）（林肯主校区）
  - 内布拉斯加大学吉尔尼分校
  - 内布拉斯加大学奥马哈分校
  - 内布拉斯加大学医药研究中心

## 内华达州
- 内华达高等教育系统
  - 内华达大学雷诺分校（NevadaorUNR）（雷诺主校区）
  - 内华达南方学院
  - 大平原学院
  - 内华达州立学院（位于亨德森）
  - 西内华达学院
  - 内华达大学拉斯维加斯分校（UNLV）
  - 内华达沙漠科研学院

## 新罕布什尔州
- 新罕布什尔大学学院
  - 花岗岩州立学院
  - 基尼州立学院
  - 普利茅斯州立大学
  - 新罕布什尔大学（UNH）

## 新泽西州
- 新泽西学院
- 基恩大学
- 蒙特克莱尔州立大学
- 新泽西城市大学
- 新泽西理工学院（NJIT）
- 新泽西拉马波学院
- 新泽西理查德·斯托克顿学院
- 罗万大学
- 新泽西医药和牙医大学（UMDNJ）
- 罗格斯暨新泽西州立大学
  - 罗格斯大学（Rutgers）（新布朗斯维克和皮斯卡塔韦主校区）
  - 罗格斯大学纽瓦克分校
  - 罗格斯坎邓分校
- 托马斯·爱迪生州立学院
- 新泽西威廉·帕特森大学

## 新墨西哥州
- 新墨西哥大学（New Mexico、UNM）
- 新墨西哥矿业和技术学院（New Mexico Tech）
- 新墨西哥州立大学（NMSU）
- 新墨西哥高原大学
- 东新墨西哥大学（ENMU）
- 西新墨西哥大学（WNMU）

## 纽约州
- 纽约城市大学（CUNY） 
  - 纽约城市大学附属本科学院
    - 布鲁克学院
    - 布鲁克林学院
    - 纽约城市学院
    - 斯泰滕岛学院
    - 亨特学院
    - 约翰·杰伊犯罪学学院
    - 李曼学院
    - 美德加尔·埃佛尔学院
    - 纽约城市技术学院
    - 纽约皇后学院
    - 索菲·戴维斯生物科技教育学院
    - 约克学院

  - 纽约城市大学附属研究生院
    - 纽约城市大学研究生中心
    - 纽约城市大学记者学院
    - 纽约城市大学法学院
    - 纽约城市大学专业学习学院
    - 纽约城市大学公共卫生学院
    - 索菲·戴维斯生物科技教育学院研究生部
    - 威廉·马考雷荣誉学院
- 纽约州立大学（SUNY） 
  - 纽约州立大学附属核心大学
    - 奥尔巴尼大学（纽约州立大学奥尔巴尼分校）(University of Albany、SUNY Albany）
    - 宾汉姆顿大学（纽约州立大学宾汉姆顿分校）
    - 布法罗大学（纽约州立大学水牛城分校）(University of Buffalo、SUNY Buffalo）
    - 斯托尼布鲁克大学（纽约州立大学石溪分校）（Stony BrookorSBU）

  - 纽约州立大学附属研究生院
    - 布鲁克林健康科学中心
    - 纽约州立大学附属上半州医药大学
    - 纽约州立陶器学院（阿尔弗雷德大学的合作学院）
    - 康奈尔大学农业和生命科学学院（康奈尔大学的合作学院）
    - 康奈尔大学人类生态学学院（康奈尔大学的合作学院）
    - 康奈尔大学兽医学院（康奈尔大学的合作学院）
    - 康奈尔大学劳动关系学院（康奈尔大学的合作学院）
    - 纽约州立大学环境科学和林业学院
    - 纽约州立大学光学学院

  - 纽约州立大学附属大学学院
    - 布法罗州立学院
    - 帝国州立学院
    - 纽约州立大学布洛克波特分校（SUNY Brockport）
    - 纽约州立大学科特兰分校（SUNY Cortland）
    - 纽约州立大学弗雷多尼亚分校（SUNY Fredonia）
    - 纽约州立大学基尼西奥分校（SUNY Geneseo）
    - 纽约州立大学新帕尔兹分校（SUNY New Paltz）
    - 纽约州立大学老韦斯特布里分校（SUNY Old Westbury）
    - 纽约州立大学奥涅昂塔分校（SUNY Oneonta）
    - 纽约州立大学奥斯威戈分校（SUNY Oswego）
    - 纽约州立大学布拉斯堡分校（SUNY Plattsburgh）
    - 纽约州立大学波次丹姆分校（SUNY Potsdam）
    - 纽约州立大学波切斯分校（SUNY Purchase）

  - 纽约州立大学附属技术学院
    - 阿尔弗雷德州立学院
    - 法胜理工学院（FIT）
    - 纽约州立大学坎墩分校（SUNY Canton）
    - 纽约州立大学科博斯基尔分校（SUNY Cobleskill）
    - 纽约州立大学德里分校（SUNY Delhi）
    - 纽约州立大学法明代尔分校（SUNY Farmingdale）
    - 纽约州立大学莫里斯维尔分校（SUNY Morrisville）
    - 纽约州立大学理工学院（SUNY IT）
    - 纽约州立大学海事学院（SUNY Maritime）

## 北马里亚纳群岛
- 北马里亚纳学院

## 北卡罗来纳州
- 北卡罗来纳大学系统
  - 阿巴拉契亚山州立大学（Appalachian State、App State）
  - 东卡罗来纳大学（ECU）
  - 伊丽莎白城市州立大学
  - 法耶特威尔大学
  - 北卡罗来纳农业科技州立大学（North Carolina A&T）
  - 北卡罗来纳中央大学（North Carolina Central、NCCU）
  - 北卡罗来纳州立大学（North Carolina State、NCSUor位于罗利）
  - 北卡罗来纳大学阿什维尔分校（UNC Asheville、UNCA）
  - 北卡罗来纳大学教堂山分校（North Carolina、UNC Chapel Hill、UNC）
  - 北卡罗来纳大学夏洛特分校（UNC Charlotte、Charlotte）
  - 北卡罗来纳大学格林斯波罗分校（UNC Greensboro、UNCG）
  - 北卡罗来纳大学彭布洛克分校（UNC Pembroke）
  - 北卡罗来纳大学威尔明顿分校（UNC Wilmington、UNCW）
  - 北卡罗来纳大学艺术学校（UNC School of the Arts）
  - 西卡罗莱纳大学（WCU）
  - 温斯顿萨勒姆州立大学

## 北达科他州
- 迪金森州立大学
- 美维尔州立大学
- 麦诺特州立大学
- 北达科他大学（UND）
- 北达科他州立大学（North Dakota State、NDSU）
- 山谷城州立大学

## 俄亥俄州
- 俄亥俄大学系统
  - 俄亥俄大学
    - 俄亥俄大学（Ohio）（雅典主校区）
    - 俄亥俄大学岂里克特分校
    - 俄亥俄大学东方分校（圣克莱尔斯维尔分校）(St. Clairsville）
    - 俄亥俄大学兰开斯特分校
    - 俄亥俄大学皮克林顿分校
    - 俄亥俄大学南方分校（艾隆顿分校）（Ironton）
    - 俄亥俄大学扎尼斯维尔分校

  - 阿克隆大学（Akron）
  - 保林格林州立大学（BGSU）
    - 保林格林州立大学保林格林分校
    - 保林格林州立大学火之地分校（BGSU FirelandsHuron）

  - 中央州立大学
  - 辛辛那提大学
    - 辛辛那提大学（UCin、Cincyor、Cincinnati）（辛辛那提主校区）
    - 辛辛那提大学科勒尔蒙特学院（巴达维亚学院）（Batavia）
    - 辛辛那提大学雷蒙德沃尔特学院（蓝灰学院）（Blue Ash）

  - 克里夫兰州立大学
  - 肯特州立大学
    - 肯特州立大学（肯特-主校区）
    - 肯特州立大学东利物浦分校
    - 肯特州立大学阿什塔布拉分校
    - 肯特州立大学基乌嘉分校
    - 肯特州立大学萨勒姆分校
    - 肯特州立大学斯塔尔克分校
    - 肯特州立大学图斯卡拉瓦斯分校
    - 肯特州立大学特隆布分校
    - 俄亥俄东北医药大学

  - 俄亥俄迈阿密大学
    - 俄亥俄迈阿密大学（牛津主校区）
    - 迈阿密大学汉密尔顿分校
    - 迈阿密大学米德尔城分校
    - 迈阿密大学多利波伊斯欧洲中心（位于欧洲卢森堡）

  - 俄亥俄州立大学
    - 俄亥俄州立大学（OSU、Ohio State）（哥伦布主校区）
    - 俄亥俄州立大学农业科技学院（OSU ATI Wooster）
    - 俄亥俄州立大学纽华克分校
    - 俄亥俄州立大学利马分校
    - 俄亥俄州立大学曼斯菲尔德分校
    - 俄亥俄州立大学马里昂分校

  - 肖尼州立大学
  - 托勒多大学
  - 莱特州立大学
  - 杨斯顿州立大学

## 俄克拉荷马州
- 卡梅隆大学
- 中俄克拉荷马大学（Central Oklahoma、OCU）
- 东中央大学
- 朗斯顿大学
- 东北州立大学
- 西北俄克拉荷马州立大学
- 俄克拉荷马大学
  - 俄克拉荷马大学（Oklahoma、UOk）（诺曼主校区）
  - 俄克拉荷马大学塔尔萨分校
  - 俄克拉荷马大学健康科学中心
- 俄克拉荷马狭长地带州立大学
- 俄克拉荷马州立大学
  - 俄克拉荷马州立大学（Oklahoma State）（斯蒂尔河主校区）
  - 俄克拉荷马州立大学健康科学中心
  - 俄克拉荷马州立大学俄克穆尔吉分校
  - 俄克拉荷马州立大学俄克拉荷马城分校
  - 俄克拉荷马州立大学塔尔萨分校
- 罗杰斯州立大学
- 俄克拉荷马科学艺术大学
- 南俄克拉荷马大学
- 西南俄克拉荷马州立大学

## 俄勒冈州
- 俄勒冈大学
  - 东俄勒冈大学（EOU）
  - 俄勒冈大学（oregon）
  - 俄勒冈健康科学大学（OHSU）
  - 俄勒冈理工学院（oregon Tech、OIT）
  - 俄勒冈州立大学（oregon State）
  - 波特兰州立大学（Portland State）
  - 南俄勒冈大学（SOU）
  - 西俄勒冈大学（WOU）

## 宾夕法尼亚州
- 宾夕法尼亚高等教育系统（PaSSHE）
  - 宾夕法尼亚高等教育系统附属州立大学
    - 布鲁明顿宾夕法尼亚大学
    - 加利福尼亚宾夕法尼亚大学
    - 切尼宾夕法尼亚大学
    - 克拉里昂宾夕法尼亚大学
      - 克拉里昂宾夕法尼亚大学克拉里昂分校
      - 克拉里昂宾夕法尼亚大学韦兰戈分校

    - 东斯特拉斯堡宾夕法尼亚大学
    - 爱丁波罗宾夕法尼亚大学
    - 印第安纳宾夕法尼亚大学（IUP）
      - 印第安纳宾夕法尼亚大学印第安纳郡分校（主校区）
      - 印第安纳宾夕法尼亚大学烹饪学校
      - 印第安纳宾夕法尼亚大学阿姆斯特朗分校（IUP-Armstrong）
      - 印第安纳宾夕法尼亚大学北点分校（IUP-Northpointe）
      - 印第安纳宾夕法尼亚大学普苏塔尼分校（IUP-Punxsutawney）

    - 库兹顿宾夕法尼亚大学
    - 洛克黑文宾夕法尼亚大学
      - 洛克黑文宾夕法尼亚大学洛克黑文分校
      - 洛克黑文宾夕法尼亚大学克里尔菲尔德分校

  - 曼斯菲尔德宾夕法尼亚大学
  - 米勒斯维尔宾夕法尼亚大学
  - 西彭斯堡宾夕法尼亚大学
  - 滑石宾夕法尼亚大学
  - 西切斯特宾夕法尼亚大学

- 宾夕法尼亚联邦州关联大学
  - 林肯大学
  - 宾夕法尼亚州立大学（Penn State、PSU） 
    - 宾州州立大学尤尼伏西提帕克分校（PSU UPark）（州学院主校区）
    - 宾州州立大学阿宾顿分校（PSU-Abingdon）
    - 宾州州立大学阿尔图纳分校（PSU-Altoona）
    - 宾州州立大学柏克斯分校（PSU-Berks）
    - 宾州州立大学海狸分校（PSU-Beaver）
    - 宾州州立大学布兰迪万河分校（PSU-Bradywine）
    - 宾州州立大学度博伊斯学院（PSU-DuBois）
    - 宾州州立大学法耶特分校欧泊利学院（PSU-Fayette）
    - 宾州州立大学伊利分校毕兰德学院（PSU-Erie、Behrend）
    - 宾州州立大学大亚力根尼高原分校（PSU-Greater Allegheny）
    - 宾州州立大学州府学院（宾州州立大学哈里斯堡分校）（PSU-Harrisburg）
    - 宾州州立大学黑泽尔顿分校（PSU-Hazleton）
    - 宾州州立大学利哈依河谷分校（PSU-Lehigh Valley）
    - 宾州州立大学奥尔托山分校（PSU-Mont Alto）
    - 宾州州立大学新肯辛顿分校（PSU-New Kensington）
    - 宾州州立大学斯库西里分校（PSU-Schuylkill）
    - 宾州州立大学希南戈分校（PSU-Shenango）
    - 宾州州立大学威克斯巴里分校（PSU-Wilkes-Barre）
    - 宾州州立大学沃辛顿斯克兰顿分校（PSU-WorthingtonorScranton）
    - 宾州州立大学约克分校（PSU-York）
    - 宾夕法尼亚州立大学附属特殊学院
      - 宾州州立大学赫尔歇医药学院
      - 宾州州立大学迪金森法学院
      - 宾州州立大学明谷研究中心（PSU-Grand Valley）
      - 宾州州立大学世界校区（PSU-World Campus）
      - 宾夕法尼亚理工学院（Penn College of Tech）
      - 宾州州立大学刘易斯顿分校（继续教育学院）（PSULewiston）
      - 宾州州立大学威廉斯波特分校（特殊教育学院）（PSU-Williamsport）

  - 天普大学（Temple、TU）
    - 天普大学（费城）
    - 天普大学阿姆布勒分校（TU-Ambler）

  - 匹兹堡大学（Pittsburgh、Pitt）
    - 匹兹堡大学（匹兹堡大学城区主校区）
    - 匹兹堡大学布拉德福德分校（Pittsburgh-Bradford）
    - 匹兹堡大学格林斯堡分校（Pittsburgh-Greensburg）
    - 匹兹堡大学约翰斯顿分校（Pittsburgh-Johnstown）
    - 匹兹堡大学提图斯维尔分校（Pittsburgh-Titusville）

## 波多黎各自由邦
- 波多黎各大学
  - 波多黎各大学里奥匹德腊斯分校（UPR-RP）（里奥匹德腊斯主校区）
  - 波多黎哥大学阿瓜迪纳分校（UPRAG）
  - 波多黎各大学亚勒西博分校（UPRA）
  - 波多黎各大学巴亚蒙分校（UPRB）
  - 波多黎各大学卡罗莱纳分校（UPRC）
  - 波多黎各大学凯耶分校（UPR-Cayey）
  - 波多黎各大学胡马考分校（UPRH）
  - 波多黎各大学玛雅圭斯分校（UPRM）
  - 波多黎各大学庞塞分校（UPRP）
  - 波多黎各大学伍图阿多分校（UPRU）
  - 波多黎各大学医药学分校（UPR-CM）
- 波多黎各造型艺术学院
- 波多黎各音乐学院

## 罗德岛州
- 罗德岛学院（RIC）
- 罗德岛大学
  - 罗德岛大学（Rhode Island、URI）（金斯顿主校区）
  - 罗德岛大学范斯坦分校（位于普罗维登斯）
  - 罗德岛大学纳拉干赛特湾分校
  - 罗德岛大学阿尔顿·琼斯分校（位于 西格林威治）

## 南卡罗来纳州
- 根据地学院（南卡罗来纳军事学院）
- 克莱姆森大学（Clemson）
- 卡罗来纳海岸大学（Coastal Carolina、CCU）
- 查尔斯顿学院（Charleston、CoC）
- 弗朗西斯·马里昂学院
- 兰德尔大学
- 南卡罗来纳医药大学
- 南卡罗来纳大学系统
  - 南卡罗来纳大学（South Carolina、USCor、SC）（哥伦比亚主校区）
  - 南卡罗来纳大学艾肯分校（USC-Aiken）
  - 南卡罗来纳大学波弗特分校（USC-Beaufort）
  - 南卡罗来纳大学兰卡斯特分校（USC-Lancaster）
  - 南卡罗来纳大学索克亥奇分校（USC-Salkehatchie）
  - 南卡罗来纳大学桑特分校（USC-Sumter）
  - 南卡罗来纳大学尤里昂分校（USC-Union）
  - 南卡罗来纳大学上半州分校（USC-Upstate、Upstate）
- 南卡罗来纳州立大学（SCSU）
- 温索浦大学（WU）

## 南达科他州
- 布莱克山州立大学
- 达科他州立大学
- 北方州立大学
- 奥格拉拉·拉克塔民族学院
- 南达科他大学（South Dakota、USD）
- 南达科他矿业与技术学院（South Dakota School of Mines、South Dakota Techor、SDSM&T（读作 SDSM and T））
- 南达科他州立大学（South Dakota State）

## 田纳西州
- 田纳西高等教育监管会附属公立大学 
  - 孟菲斯大学（U of M）（孟菲斯主校区）
  - 奥斯汀佩伊州立大学（Austin Peay、APSU）
  - 东田纳西州立大学（ETSU）
  - 中田纳西州立大学（MTSU）
  - 田纳西州立大学（TSU）
  - 田纳西技术大学（Tennessee Tech、TTU）
- 田纳西大学
  - 田纳西大学马丁分校（UT Martin）（已经私有化）
  - 田纳西大学查塔努加分校（UTC）（已经私有化）
  - 田纳西大学诺克斯威尔分校（UT Knoxville、UTKor、UT）（诺克斯威尔分校主校区）
  - 田纳西大学附属独立学院
    - 田纳西大学卫生与人文科学学院（UTHSC、UT Medical School）（孟菲斯分校）
    - 田纳西大学宇宙空间科学学院（UT Space Institute）（图拉霍玛）

## 德克萨斯州
- 休斯顿大学
  - 休斯顿大学（Houston）
  - 休斯顿大学克里尔湖分校
  - 休斯顿大学市区分校
  - 休斯顿大学维多利亚分校
- 中西州立大学
- 北德克萨斯大学
  - 北德克萨斯大学（North Texas、UNT主校区）
  - 北德克萨斯大学达拉斯分校（UNT-Dallas）
  - 北德克萨斯大学健康科学中心（UNTHSC）
- 史蒂芬·奥斯丁州立大学（S.F. Austin State、Stephen F. Austin State）
- 德克萨斯大学
  - 德克萨斯大学阿灵顿分校（UT Arlington）
  - 德克萨斯大学奥斯丁分校（Texas、UT Austin）
  - 德克萨斯大学布朗斯维尔分校（UT Brownsville）
  - 德克萨斯大学达拉斯分校（UT Dallas）
  - 德克萨斯大学艾尔帕索分校（UTEP）
  - 德克萨斯大学休斯顿健康科学中心
  - 德克萨斯大学圣安东尼奥健康科学中心
  - 德克萨斯大学药剂学分校
  - 德克萨斯大学泛美分校（UT Pan American、UTPA）
  - 德克萨斯大学二叠纪平原分校（UT Permian Basin、UT Permian）
  - 德克萨斯大学西南医药学中心
  - 德克萨斯大学圣安东尼奥分校（UT San Antonio、UTSA）
  - 德克萨斯大学泰勒分校（UT Tyler）
- 德克萨斯大学农业与机械大学（TAMU）
  - 布雷莱非农工大学（PVAMU）
  - 塔尔顿州立大学
  - 德州农工国际大学（TAMIU）
  - 德州农工大学卡城分校（ Texas A&M、A&M）（位于卡城的学院中心）
  - 德州农工大学中德州分校（Texas A&M Central Texas、A&M Central Texas）
  - 德州农工大学康梅尔斯分校（Texas A&M Commerce、A&M Commerce）
  - 德州农工大学科尔帕斯克里斯提分校（Texas A&M Corpus Christi、A&M Corpus Christi）
  - 德州农工大学金斯维尔分校（Texas A&M Kingsville、A&M Kingsville）
  - 德州农工大学圣安东尼奥分校（Texas A&M San Antonio、A&M San Antonio）
  - 德州农工阿信德克萨肯纳分校（Texas A&M Texarkana、A&M Texarkana）
  - 西德州农工大学（West Texas A&M、WTA&M（pronounced as WTA and M））
- 德克萨斯南方大雪
- 德克萨斯州立大学
  - 拉马尔大学
  - 萨姆休斯顿州立大学（Sam Houston、SHSU）
  - 苏尔罗斯州立大学
  - 德州州立大学圣马可分校（Texas State San Marcos）
- 德克萨斯科技大学
  - 安吉罗州立大学
  - 德州科技大学
  - 德州科技大学健康中心
- 德克萨斯妇女大学（TWU）

## 犹他州
- 南犹他大学（Southern Utah、SUU）
- 犹他大学（Utah、U of Uor、UU）
- 犹他州立大学（Utah State、USU）
- 犹他山谷大学（Utah Valley、UVU）
- 韦伯州立大学（Weber State）

## 佛蒙特州
- 佛蒙特州立学院
  - 卡特莱顿州立学院（Castleton State、Castleton）
  - 佛蒙特社区学院
  - 约翰逊州立学院
  - 林登州立学院
  - 佛蒙特科技学院（Vermont Tech）
- 佛蒙特大学（UVM）

## 弗吉尼亚州
- 克里斯托弗纽波特大学（CNU）
- 东弗吉尼亚医药大学（EVMS）
- 乔治·梅森大学（GMU）
- 詹姆斯·麦迪逊大学（JMU）
- 长木大学
- 玛丽·华盛顿大学（Mary Washington、UMW（读作 UM W））
- 诺福克州立大学
- 老多米尼昂大学（Old Dominion、ODU）
- 拉德佛德大学
- 弗吉尼亚大学（UVA）
- 弗吉尼亚大学维斯学院（UVA at Wise、UVA-Wise）
- 弗吉尼亚联邦大学（VCU）
- 弗吉尼亚军事学院（VMI）
- 弗吉尼亚科技暨州立大学（Virginia Tech）
- 弗吉尼亚州立大学
- 威廉·玛丽学院（William and Mary）

## 美属维京群岛
- 维京群岛大学
  - 维京群岛大学圣克罗伊克斯分校（UVI-St. Croix）
  - 维京群岛大学圣托马斯分校（UVI-St. Thomas）

## 华盛顿州
- 中央华盛顿大学（CWU）
- 东华盛顿大学（EWU）
- 常青藤州立学院
- 华盛顿大学
  - 西雅图华盛顿大学（Washington、UW）（西雅图主校区）
  - 塔科马华盛顿大学
  - 巴索华盛顿大学
- 华盛顿州立大学
  - 华盛顿州立大学（Wazzu、WSU）（铂尔曼主校区）
  - 华盛顿州立大学斯波坎分校（WSU-Spokane、Spokane）
  - 华盛顿州立大学三城分校（WSU-Tri-Cities、Tri-Cities）
  - 华盛顿州立大学温哥华分校（WSU-Vancouver、Vancouver）
- 西华盛顿大学（WWU）

## 西弗吉尼亚州
- 康柯德大学
- 费尔蒙特州立大学
- 格伦威尔州立学院
- 马绍尔大学
  - 马绍尔大学研究生院
- 雪伯大学
- 克莱尔斯顿大学
- 西部自由大学
- 西弗吉尼亚大学
  - 西弗吉尼亚大学（West Virginia、WVU）（莫干城主校区）
  - 西弗吉尼亚大学波多马州立学院（Potomac State College、Potomac State）
  - 西弗吉尼亚大学理工学院（West Virginia Tech、West Virginia IT）
- 西弗吉尼亚骨科医学院
- 西弗吉尼亚州立大学

## 威斯康星州
- 威斯康星大学系统
  - 威斯康星大学附属四年制大学
    - 威斯康星大学麦迪逊分校（Wisconsin）（麦迪逊主校区）
    - 威斯康星大学欧克莱尔分校
    - 威斯康星大学格林贝分校
    - 威斯康星大学拉克罗斯分校
    - 威斯康星大学密尔沃基分校
    - 威斯康星大学奥什科什分校
    - 威斯康星大学帕克赛德分校
    - 威斯康星大学布莱威尔分校
    - 威斯康星大学河流瀑布分校
    - 威斯康星大学史蒂文斯点分校
    - 威斯康星大学斯淘克分校
    - 威斯康星大学苏必利尔湖分校
    - 威斯康星大学白水分校

  - 威斯康星大学附属小型学院
    - 威斯康星大学苏克城分校
    - 威斯康星大学巴伦郡分校
    - 威斯康星大学丰迪拉克分校
    - 威斯康星大学佛克斯山谷分校
    - 威斯康星大学马尼托瓦克分校
    - 威斯康星大学马拉松郡分校
    - 威斯康星大学马里内特分校
    - 威斯康星大学灌木丛森林郡分校
    - 威斯康星大学李奇兰分校
    - 威斯康星大学岩石郡分校
    - 威斯康星大学希博伊根分校
    - 威斯康星大学华盛顿郡分校
    - 威斯康星大学沃吉肖分校

  - 威斯康星大学附属科教机构
    - 威斯康星州立大学
    - 威斯康星大学网络分校
    - 威斯康星大学医学院
    - 威斯康星大学信用联盟
    - 威斯康星大学密尔沃基历史中心
    - 威斯康星大学密尔沃基恩格尔曼领域
    - 威斯康星大学密尔沃基马丁·克罗斯彻中心
    - 威斯康星大学密尔沃基黑豹中心

## 怀俄明州
- 怀俄明大学
- 东怀俄明学院
- 卡斯珀大学
- 西北学院

## 相關
- 美國大學列表